# Frau Dr. Haus – Der Große Immobiliencheck
Frau Dr. Haus – Der Große Immobiliencheck ist ein Primetime-Reality-TV-Format, bei dem die Diplom-Ingenieurin Sabine Binkenstein junge Familien und Ehepaare beim Hauskauf berät. Der Sendetermin ist freitags um 21.00 Uhr.

## Konzept
Sabine Binkenstein soll für die Familien ein Objekt suchen, das in ihren finanziellen Rahmen passt. Sie kümmert sich auch um die Finanzierung. Es werden mehrere Objekte besucht und nach verschiedenen Kriterien, wie Wohnraumgestaltung, Renovierungsbedarf und Ausstattung, geprüft. Am Ende sollen sich die Paare und Familien entscheiden, welches Objekt für sie in Frage kommt. Außerdem schaut sich Binkenstein auch vorhandene Immobilien an und bewertet sie. Der Schimmelspürhund Olli, der Binkenstein oft zu Vor-Ort-Terminen begleitet, sucht nach verstecktem Schimmelwuchs.